# Lotononis involucrata
Lotononis involucrata är en ärtväxtart som först beskrevs av Peter Jonas Bergius, och fick sitt nu gällande namn av George Bentham. Lotononis involucrata ingår i släktet Lotononis och familjen ärtväxter. IUCN kategoriserar arten globalt som livskraftig. Inga underarter finns listade i Catalogue of Life.